# Decisione ottimale
Il termine decisione ottimale è un importante concetto nella teoria delle decisioni e si riferisce alla decisione che porta al miglior risultato fra le alternative disponibili in quel momento. Al fine di paragonare i possibili esiti della scelta, normalmente si procede ad assegnare il grado di utilità relativa ad ogni possibile opzione decisionale; se sussiste un certo grado di incertezza sull'esito, la decisione ottimale massimizza l'utilità attesa, vale a dire il valore medio dell'utilità calcolato su tutti i possibili esiti.

## Descrizione
A volte, in situazioni finanziarie, dove l'utilità viene definita in termini di risultato economico, si considera il problema di minimizzare la perdita.

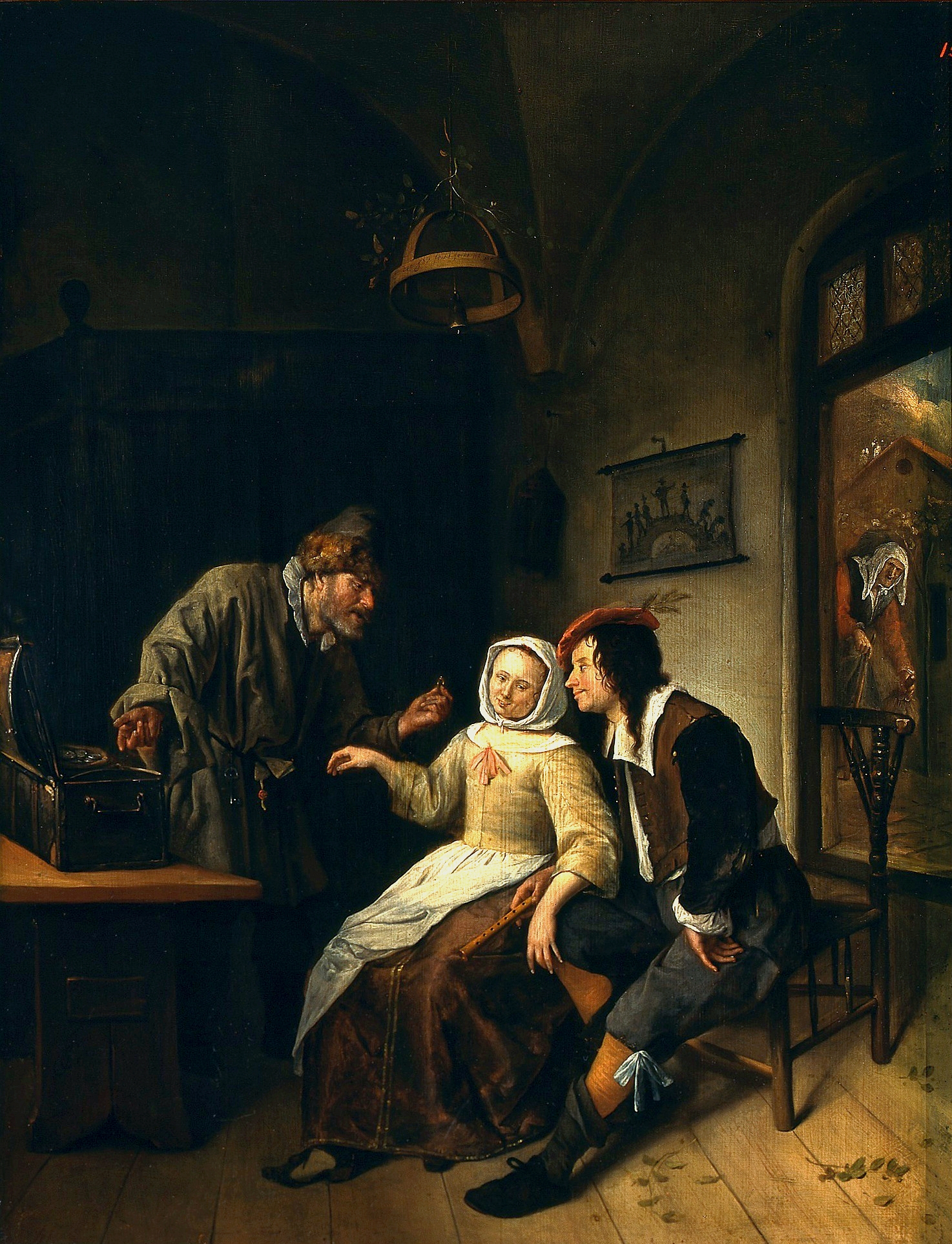
Scelta tra ricchezza e gioventù, Jan Steen (1626 - 1679)

Il termine "utilità", in questo contesto, viene utilizzato in modo arbitrario in riferimento al grado di desiderabilità del risultato e non secondo il suo significato comune. Per esempio, per qualcuno può rappresentare una decisione ottimale acquistare un'auto sportiva invece di una station wagon, anche se il costo relativo è maggiore e la versatilità minore, poiché il criterio di valutazione per la decisione può essere diverso (es. effetto sull'immagine personale).
Il problema dell'identificazione della decisione ottimale è un problema di ottimizzazione. In pratica, poche persone verificano che la loro decisione sia stata quella ottimale, ma utilizzano il metodo euristico per arrivare a decisioni che sono "abbastanza buone", cioè soddisfacenti.
Se la decisione è sufficientemente importante, si può ricorrere ad un approccio più formale, soprattutto per motivare il tempo speso per analizzarla o quando, dato l'alto numero di possibilità decisionali, è troppo complessa per poter giungere alla scelta con un semplice approccio intuitivo.

## Formalizzazione matematica
Ogni decisione {\displaystyle d} in un set {\displaystyle D} di decisioni disponibili porterà ad un esito {\displaystyle o=f(d)}. Tutti i possibili esiti formano il set {\displaystyle O}. 
Assegnando l'utilità {\displaystyle U_{O}(o)} ad ogni esito, possiamo definire l'utilità di una certa decisione {\displaystyle d} come:
{\displaystyle U_{D}(d)\ =\ U_{O}(f(d))\,}
Una decisione ottimale {\displaystyle d_{\mathrm {opt} }} è quindi quella che massimizza {\displaystyle U_{D}(d)} :
{\displaystyle d_{\mathrm {opt} }=\arg \max \limits _{d\in D}U_{D}(d)\,}
La soluzione del problema può essere perciò divisa in tre passaggi:
1. predizione dell'esito {\displaystyle o} per ogni decisione {\displaystyle d}
2. assegnazione dell'utilità {\displaystyle U_{O}(o)} a ogni esito {\displaystyle o}
3. identificazione della decisione {\displaystyle d} che massimizza {\displaystyle U_{D}(d)}

## Incertezza riguardo all'esito
Se non è possibile predire con certezza l'esito di una particolare decisione, è necessario un approccio probabilistico, che si può esprimere, nella maggior parte dei casi, in questo modo:
Per una decisione data {\displaystyle d}, conosciamo la distribuzione probabile per i possibili esiti, descritta dalla distribuzione condizionata {\displaystyle p(o|d)}. Possiamo ora calcolare l'utilità attesa della decisione {\displaystyle d} come
{\displaystyle U_{D}(d)=\int {p(o|d)U(o)do}\,}   dove l'integrale prende il posto dell'intero set {\displaystyle O} (DeGroot, pp 121)
Una decisione ottimale {\displaystyle d_{\mathrm {opt} }} è quindi quella che rende massimo {\displaystyle U_{D}(d)}, proprio come mostrato sopra {\displaystyle d_{\mathrm {opt} }=\arg \max \limits _{d\in D}U_{D}(d)\,}

### Esempio
Il Problema di Monty Hall.